# لعبة الكبار (مسلسل)
لعبة كبار مسلسل كويتي كوميدي من إنتاج تلفزيون دولة الكويت. انتج عام 2002 شارك فيه عدد من اللمثلين من الكويت والسعودية والمسلسل قصة الفنان الكبير سعد الفرجتم عرضه في الكويت [21 نوفمبر 2002]  

## طاقم العمل

### الممثلين
- سعد الفرج
- مريم الصالح
- عبدالرحمن العقل
- خالد العقروقة
- محمد الطويان
- لمياء طارق
- نسرين أحمد
- حسن عبدالرسول
- رجاء عبدالله
- محمد البهدهي
- أحمد الهزيم
- أحمد الضرمان
- فاتن الدالي
- أحمد العامر
- محمد الفهد
- عبدالرزاق خلف
- عمر اليعقوب
- باقر الشعباني
- يوسف درويش

### إنتاج
- تلفزيون دولة الكويت.   (منتج)
- المسرح الوطني الكويتي.   (منتج منفذ)
- عبد الرزاق خلف.   (متابعة الإنتاج)
- باقر الشعباني.   (متابعة الإنتاج)

### تأليف
- سعد الفرج.   (قصة وسيناريو وحوار)
- كمال عبد العزيز.   (سيناريو وحوار)
- أحمد الشرقاوي.   (كلمات المقدمة)

### صوت
- عوض صبحي.   (مشرف الصوت)
- علاء عبد الحميد.   (مكساج)

### إخراج
- محمد السيد عيسى. (مخرج)
- فاتن الدالي.   (مساعد مخرج)

### تصوير
- محمد السعداوي.   (مدير التصوير)
- ياسر المسلمي.   (الإضاءة)
- صباح ضيا. (ماكياج)

### موسيقى
- طارق العوضي.   (الألحان والموسيقى التصويرية)